# Takel en het spooklicht
Takel en het spooklicht (originele titel Mater and the Ghostlight) is een korte animatiefilm uit 2006, geproduceerd door Pixar Animation Studios. De film is gebaseerd op de speelfilm Cars, en staat als bonusmateriaal op de dvd van die film. Verder staat het filmpje op Pixar Short Films Collection – Volume 1.

## Verhaal
Takel (Mater) haalt op een dag grappen uit met meerdere inwoners van Radiator Springs. Een van zijn slachtoffers is bliksem McQueen, aan wie Takel wijsmaakt dat hij “het spooklicht” (een legende op Route 66) gezien zou hebben.
De sheriff berispt Takel voor het feit dat hij de legende van het spooklicht bespot en vertelt de aanwezigen het verhaal achter het spooklicht. De nacht valt en alle bewoners keren huiswaarts, een bange Takel alleen achterlatend in het donker.
Die nacht wordt Takel achtervolgd door het spooklicht: een mysterieuze blauwe lichtbundel die overal gaat waar hij gaat. Uiteindelijk blijkt dit een grap te zijn van McQueen en Guido als wraak voor wat hij hen die dag aangedaan heeft.

## Rolverdeling
| Personage       | Originele Amerikaanse stemmen | Nederlandse stemmen |
| --------------- | ----------------------------- | ------------------- |
| Takel           | Larry the Cable Guy           | Frits Lambrechts    |
| Bliksem McQueen | Owen Wilson                   | Hans Somers         |
| Sheriff         | Michael Wallis                | Hans Hoekman        |
| Sally Carrera   | Bonnie Hunt                   | Marlies Somers      |
| Doc Hudson      | Paul Newman                   | Wim van Rooij       |
| Ramone          | Cheech Marin                  | Roué Verveer        |
| Sarge/Sergeant  | Paul Dooley                   | Hero Muller         |